# École nationale supérieure de chimie de Montpellier
 (février 2023).
L’école nationale supérieure de chimie de Montpellier (ENSCM) est l'une des 204 écoles d'ingénieurs françaises accréditées au 1er septembre 2020 à délivrer un diplôme d'ingénieur. L'école est un établissement-composante de l'université de Montpellier.
Située à Montpellier, l’école accueille environ cent élèves par promotion. Elle dispense une formation d’ingénieur chimiste à vocation généraliste. Les élèves peuvent se spécialiser dans les métiers de la santé (industrie pharmaceutique, biochimie, etc.), de l’environnement, du raffinage, des nanotechnologies, des matériaux, etc.

## Historique
L’Institut de chimie de Montpellier est créé en 1889 au sein de l’École de pharmacie. De 1934 à 2017, l’ENSCM est située à Montpellier (Hérault) dans les locaux du troisième institut de chimie construit sous le doyen Marcel Godechot. Depuis 2017, l'ENSCM a emménagé dans ses nouveaux locaux au sein du Pôle Balard Formation, avenue du Professeur Émile Jeanbrau.
L'École devient une école nationale supérieure d’ingénieurs et prend son nom actuel en 1957.
L’ENSCM devient une UER rattachée à l’université Montpellier-II en 1969, puis un établissement public à caractère administratif rattaché à l’université Montpellier-II en 1986. Ce rattachement a été supprimé en 2015. En 2021, l’ENSCM devient un établissement public à caractère scientifique, culturel et professionnel, ce qui inclut son rattachement à l'Université de Montpellier en tant qu'établissement-composante, effectif depuis 2022.

## Direction
L’école est actuellement dirigée par Pascal Dumy. Le conseil d’administration est présidé par Philippe Lyx, ex-directeur France des sites chimie de Sanofi. Jusqu'en 2016, Jean-Pierre Decor, Directeur Général de l'Institut des Sciences du Vivant occupait cette fonction.

## Formation

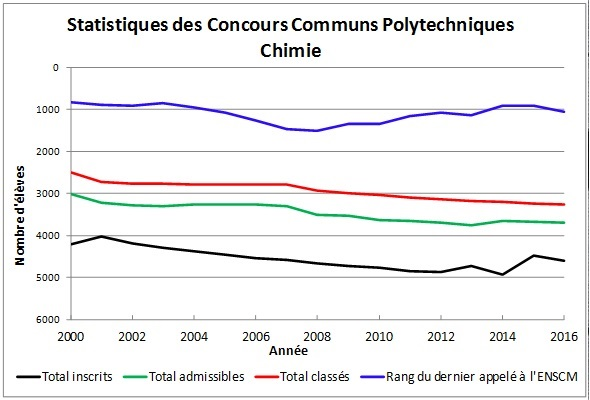
Évolution du rang du dernier appelé pour l'ENSCM.

### Ingénieurs
L’ENSCM propose une formations d’ingénieurs habilitée par le ministère de l’Enseignement supérieur et de la Recherche après l’avis de la Commission des titres d'ingénieur. La plupart des étudiants sont issus des concours communs polytechniques.
Le diplôme peut aussi être obtenu par Validation des acquis de l'expérience ou par formation continue.

### Masters

#### Masters Recherche
Quatre masters recherche sont proposés en cohabilitations avec l'université de Montpellier :
- Master recherche chimie des matériaux
- Master recherche chimie séparative, matériaux et procédés
- Master recherche en chimie des biomolécules
- Master recherche biologie-santé  Chimie Médicinale Translationnelle

#### Master de l'IAE
Un master est proposé avec l'Institut d'Administration des Entreprises de Montpellier
- Chef de produit – Direction Marketing

## Classements
Classements nationaux (classée en tant que Chimie Montpellier au titre de son diplôme d'ingénieur)
| Nom                                      | Année | Rang  |
| ---------------------------------------- | ----- | ----- |
| DAUR Rankings                            | 2021  | 20    |
| L’Étudiant                               | 2021  | 29-31 |
| L’Usine Nouvelle                         | 2021  | 34-38 |
| Le Figaro Étudiant[pertinence contestée] | 2022  | 27    |

Classements internationaux (classée en tant que Chimie Montpellier)
| Nom                    | Année     | Rang (monde) | Rang (France) |
| ---------------------- | --------- | ------------ | ------------- |
| CWUR                   | 2021-2022 | 1038         | 46            |
| QS Top Universities    | 2022      | N.C.         | N.C.          |
| Shanghai Ranking       | 2021      | N.C.         | N.C.          |
| Times Higher Education | 2022      | N.C.         | N.C.          |

## International
Il est requis des élèves qu'ils passent au moins 3 mois à l'étranger, que ce soit dans le cadre d'un stage, de la validation de crédits, d'une année de césure ou encore d'un double diplôme.
L'école participe aux programmes européens de mobilité Socrates, Erasmus et Leonardo, et aux programmes hors Europe de mobilité FITEC. De plus, de nombreux partenariats ont été mis en place avec des universités européennes et hors Europe (plus de 80 conventions Erasmus dans des institutions partenaires).
Il est en particulier possible d'obtenir un double diplôme (Diplomchemiker) avec l'université Friedrich Schiller de Iéna en Allemagne.
Il est également possible pour les étudiants de deuxième année de poursuivre en troisième année dans une université de leur choix.

## Personnalités liées

### Professeurs
- Yves Piétrasanta (1939-2022), homme politique français, précurseur des questions environnementales en politique.

### Élèves notables
- Laure Fournier (1990-), judoka et samboïste française ;
- Léon Lapeyssonnie (1915-2001), médecin militaire français ;
- Camille Petit (?), chimiste française ;
- Georges Sapède (1920-2017), écrivain français.